# Ясовская пещера
Ясовская пещера (словац. Jasovská jaskyňa, венг. Jászói barlang) — сталактитовая пещера в Словацком Карсте в Словакии. Пещера расположена недалеко от деревни Ясов, в 25 км от города Кошице. Пещера была открыта для туристов в 1846 году, что делает её старейшей публично доступной пещерой в Словакии, в 1922—1924 году исследованы дополнительные ответвления пещеры и проведено электричество для освещения. В настоящее время маршрут для посетителей составляет 843 метра в длину и занимает около 45 минут. Общая же длина пещеры — 2148 м.
В пещере обнаружены множество находок из Палеолита, Неолита и Гальштатской культуры. Вместе с другими пещерами Словакии Ясовская пещера входит во Всемирное наследие ЮНЕСКО.